# Grandecomoreglasögonfågel
Grandecomoreglasögonfågel (Zosterops kirki) är en fågel i familjen glasögonfåglar inom ordningen tättingar.

## Utbredning och systematik
Fågeln återfinns på Grande Comore i Komorerna. Den behandlas som monotypisk, det vill säga att den inte delas in i några underarter. Tidigare betraktades den som en underart till madagaskarglasögonfågel (Z. maderaspatanus) och vissa gör det fortfarande.

## Status
Trots det begränsade utbredningsområdet och att den tros minska i antal anses beståndet vara livskraftigt av internationella naturvårdsunionen IUCN. 

## Namn
Fågelns vetenskapliga artnamn hedrar John Kirk (1832-1922), skotsk naturforskare, ämbetsman och läkare medföljande David Livingstone på hans andra Zambeziexpedition 1858-1863. Tidigare kallades den kirkglasögonfågel även på svenska, men tilldelades 2023 ett mer informativt namn av BirdLife Sveriges taxonomikommitté.